# Грант, Аврам
Авраам «Аврам» Грант (ивр. אַבְרָהָם "אַבְרָם" גְרַנט‎, англ. Avram Grant; род. 6 февраля 1955, Петах-Тиква, Центральный округ) — израильский футбольный тренер. Чемпион Израиля 1994/95 с «Маккаби» (Тель-Авив), 2000/01 и 2001/02 с «Маккаби» (Хайфа). С 2022 года — тренер сборной Замбии по футболу.

## Достижения
«Хапоэль» (Петах-Тиква)
- Обладатель Кубка израильской лиги (2): 1990, 1991
- Итого: 2 трофея

«Маккаби» (Тель-Авив)
- Чемпион Израиля (2): 1991/92, 1994/95
- Обладатель Кубка Израиля: 1994
- Обладатель Кубка израильской лиги (2): 1993, 1999
- Итого: 5 трофеев

«Маккаби» (Хайфа)
- Чемпион Израиля (2): 2000/01, 2001/02
- Итого: 2 трофея

«Челси»
- Премьер-лига ()[5]: 2007/08
- Финалист Лиги чемпионов УЕФА: 2007/08

«Партизан»
- Чемпион Сербии: 2011/12

Сборная Ганы
- Вице-чемпион Кубка Африки: 2015

## Личная жизнь
Семья отца Авраама Гранта в начале Второй мировой войны переехала из-под Варшавы в восточную Польшу, в Белосток, откуда была депортирована в одно из поселений ГУЛага в Коми (СССР).
В 1941 году в возрасте 13 лет Меер Гранат (изначально фамилия звучала как «Гранат») — отец Авраама Гранта — остался сиротой, его родители (Абрам Эрцелевич Гранат и Руда Гранат) умерли, не выдержав тяжёлых условий жизни и работы. Там же умерли две сестры Меера. Остальные дети в семье Гранатов либо погибли, либо пропали без вести, либо им удалось скрыться от войны (позже они оказались в США и Канаде).
Меер Гранат в 1944 году сумел перебраться на Украину, а в 1947 году приехал в Израиль, где женился на еврейке-беженке из Ирака Ализе Нисан.
Авраам Грант в разводе с 2014 года  (бывшая жена — израильская актриса и телеведущая Цуфит Грант), у них двое детей — сын и дочь.
В феврале 2022 года Гранта был обвинён в сексуальных домогательствах. Несколько женщин рассказали об этих эпизодах в прямом эфире, одна из них написала заявление в полицию. На обвинения тренер ответил: «За годы своей жизни в футболе я придерживался правила: несмотря ни на какие успехи, надо к каждой женщине относиться дружески и с уважением».
В марте три женщины присоединились к обвинениям.

## Статистика
| Команда             | Нац          | с    | по   | Результаты | Результаты | Результаты | Результаты | Результаты |
| Команда             | Нац          | с    | по   | И          | В          | Н          | П          | % В        |
| ------------------- | ------------ | ---- | ---- | ---------- | ---------- | ---------- | ---------- | ---------- |
| Хапоэль Петах-Тиква | Флаг Израиля | 1986 | 1991 | 158        | 72         | 52         | 34         | 45.5       |
| Маккаби Тель-Авив   | Флаг Израиля | 1991 | 1995 |            |            |            |            |            |
| Хапоэль Хайфа       | Флаг Израиля | 1995 | 1996 | 30         | 19         | 7          | 4          | 63.3       |
| Маккаби Тель-Авив   | Флаг Израиля | 1996 | 2000 |            |            |            |            |            |
| Маккаби Хайфа       | Флаг Израиля | 2000 | 2002 | 71         | 46         | 19         | 6          | 64.8       |
| Сборная Израиля     | Флаг Израиля | 2002 | 2005 | 33         | 14         | 13         | 6          | 42.4       |
| Челси               | Флаг Англии  | 2007 | 2008 | 54         | 36         | 12         | 6          | 66.67      |
| Портсмут            | Флаг Англии  | 2009 | 2010 | 33         | 10         | 7          | 16         | 30.30      |
| Вест Хэм Юнайтед    | Флаг Англии  | 2010 | 2011 | 47         | 15         | 12         | 20         | 31.91      |
| Партизан            | Флаг Сербии  | 2012 | 2012 | 12         | 10         | 2          | 0          | 83.33      |